# Buin, Chile
Buin este un oraș și comună din provincia Maipo, regiunea Metropolitană Santiago, Chile, cu o populație de 63.419 locuitori (2012) și o suprafață de 214,1 km2.